# آرتور پمبر
آرتور پمبر (انگلیسی: Arthur Pember; ۱۵ ژانویهٔ ۱۸۳۵ – ۳ آوریل ۱۸۸۶) کارگزار بازار سهام، روزنامه‌نگار اهل پادشاهی متحد بریتانیای کبیر و ایرلند بود.
از باشگاه‌هایی که در آن بازی کرده‌است می‌توان به باشگاه فوتبال واندررز اشاره کرد.